# Anett Kontaveit
Anett Kontaveit (Tallinn, 24 dicembre 1995) è un'ex tennista estone.
In carriera si è aggiudicata sette titoli WTA su quindici finali disputate e nei tornei del Grande Slam ha raggiunto i quarti di finale agli Australian Open 2020. Con questo risultato, è diventata la prima tennista estone a raggiungere tale traguardo in terra australiana e la seconda, dopo Kaia Kanepi, a raggiungerlo in un Major.
Considerata la miglior tennista estone di sempre, sia a livello femminile che maschile, ha infranto numerosi record. Per quanto riguarda il ranking mondiale, il 1º aprile 2019 infrange il primato detenuto da Kanepi (15º posto raggiunto nell'agosto del 2012), issandosi alla 14ª posizione. Successivamente, il 1º novembre 2021 entra tra le migliori dieci giocatrici del mondo, spingendosi fino alla 2ª posizione nel giugno 2022. È stata inoltre la prima tennista del suo Paese a qualificarsi per le WTA Finals, raggiungendo contestualmente la finale.
Nel biennio 2021-2022 ha inanellato ventiquattro vittorie consecutive sul cemento indoor, diventando la sesta tennista nell'Era Open a riuscirci. Prima di lei solo Steffi Graf, Monica Seles, Lindsay Davenport, Justine Henin e Jana Novotná erano riuscite a fare tanto.
Si è ritirata dal tennis professionistico il 7 luglio 2023, all'età di 27 anni, per problemi cronici alla schiena.

## Biografia
Anett Kontaveit è nata a Tallinn, capitale dell'Estonia, il 24 dicembre 1995 da Andrus, un manager portuale di stanza a Tallinn, e Ulle, un'allenatrice di tennis. Anett ha anche una sorellastra che lavora nel settore della moda.
La madre, che l'ha introdotta al mondo del tennis all'età dei sei anni, è stata anche il suo primo coach; seguita in passato da Glenn Schaap e successivamente da Nigel Sears è Ain Suurthal, è attualmente allenata dall'ex tennista russo Dmitrij Tursunov. La superficie nella quale ama maggiormente competere è il cemento, il suo torneo preferito è Wimbledon, mentre la sua tennista di riferimento è Marija Šarapova, oltre a Roger Federer e Viktoryja Azaranka.

## Carriera
A livello juniores ottiene ottimi risultati: nel 2011 raggiunge i quarti di finale al Roland Garros (sconfitta da Irina Chromačëva) e vince l'Orange Bowl a fine anno su Julija Putinceva. Nel 2012 viene sconfitta nella semifinale del Roland Garros da Annika Beck, futura vincitrice, e anche a Wimbledon si arrende in semifinale alla futura campionessa, Eugenie Bouchard. Agli US Open 2012 raggiunge la prima finale Slam, ma viene sconfitta in due set da Samantha Crawford. Nella classifica giovanile raggiunge la quarta posizione durante il 2012 come miglior risultato.
Professionista dal 2010, nel corso della sua carriera ha conquistato cinque titoli ITF in singolare e uno in doppio. In Fed Cup ha giocato un totale di venti match nel singolare con la squadra estone, vincendone quattordici.

### I primi anni

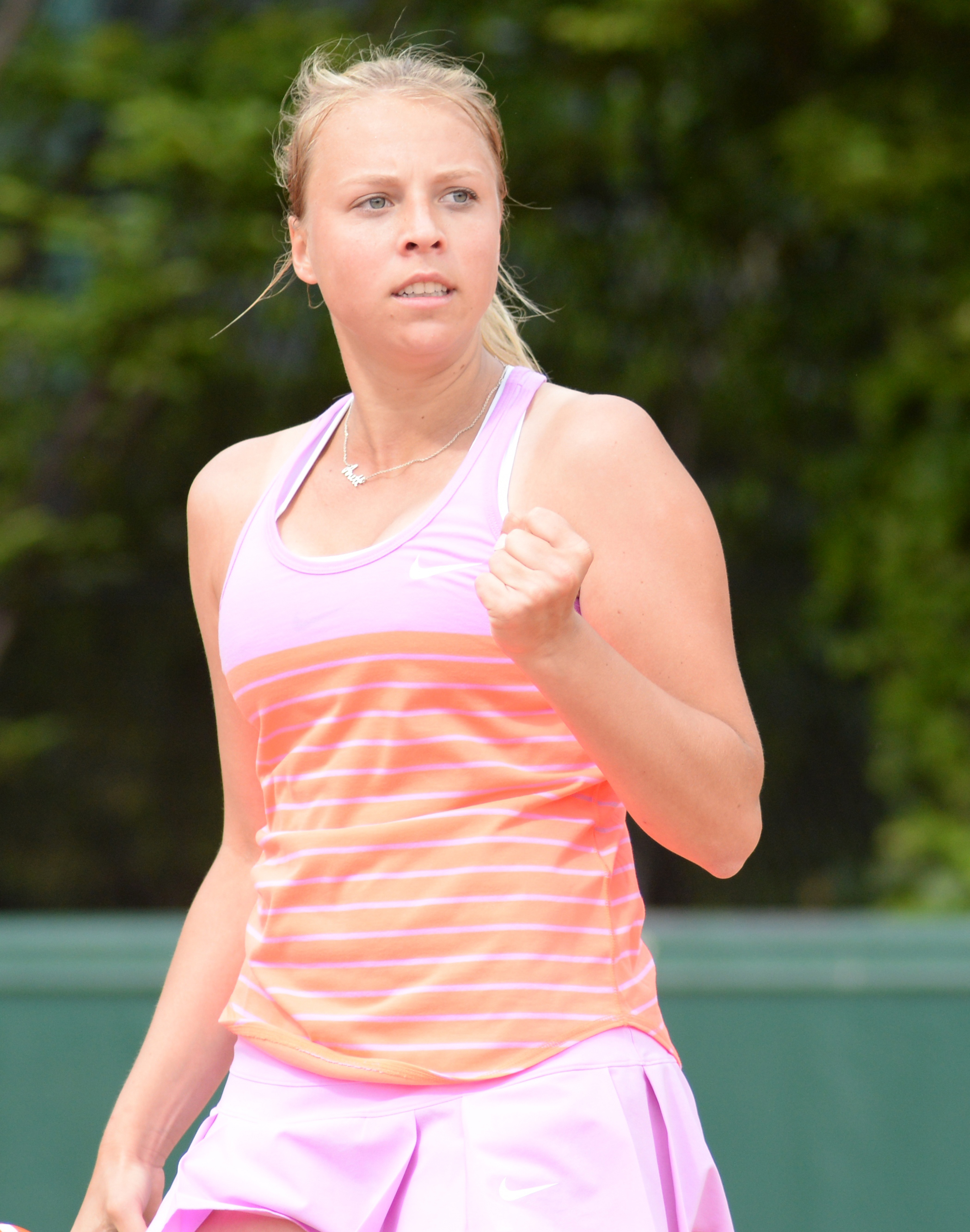
Anett nel 2015

Il 27 maggio 2013 ottiene il suo primo torneo ITF di 25.000$ a Mosca battendo nettamente in finale Çağla Büyükakçay per 6-1, 6-1. A livello Slam, nel 2014, a Wimbledon raggiunge per la prima volta il tabellone principale superando le qualificazioni battendo Zheng Saisai, Sesil Karatančeva e Ashleigh Barty. Al primo turno perde però contro Casey Dellacqua, dopo che Anett aveva ottenuto il primo parziale. Nel 2015 ottiene una wild-card per il tabellone principale dei Championship ma, ancora una volta, non supera il primo turno, perdendo nettamente contro Viktoryja Azaranka. A fine anno ottiene il pass per gli US Open 2015. Durante le qualificazioni batte Stephanie Vogt, María Teresa Torró Flor e Naomi Broady. Nel torneo centra la prima vittoria della carriera in uno slam contro Casey Dellacqua (7-5 6-2). Al secondo turno batte a sorpresa la russa Anastasija Pavljučenkova, numero 31 del seeding, con lo score di 7-5 6-4. Al terzo elimina l'americana Madison Brengle per 6-2 3-6 6-0 e la sua favola prosegue fino al quarto turno, dove se la vede contro Venus Williams, testa di serie numero 23. Il match è a senso unico e l'americana si impone agevolmente per 6-2 6-1. Grazie a questo exploit la tennista di Tallinn entra per la prima volta in carriera nella top-100 mondiale, alla posizione numero 98.

### 2016: prime due semifinali WTA

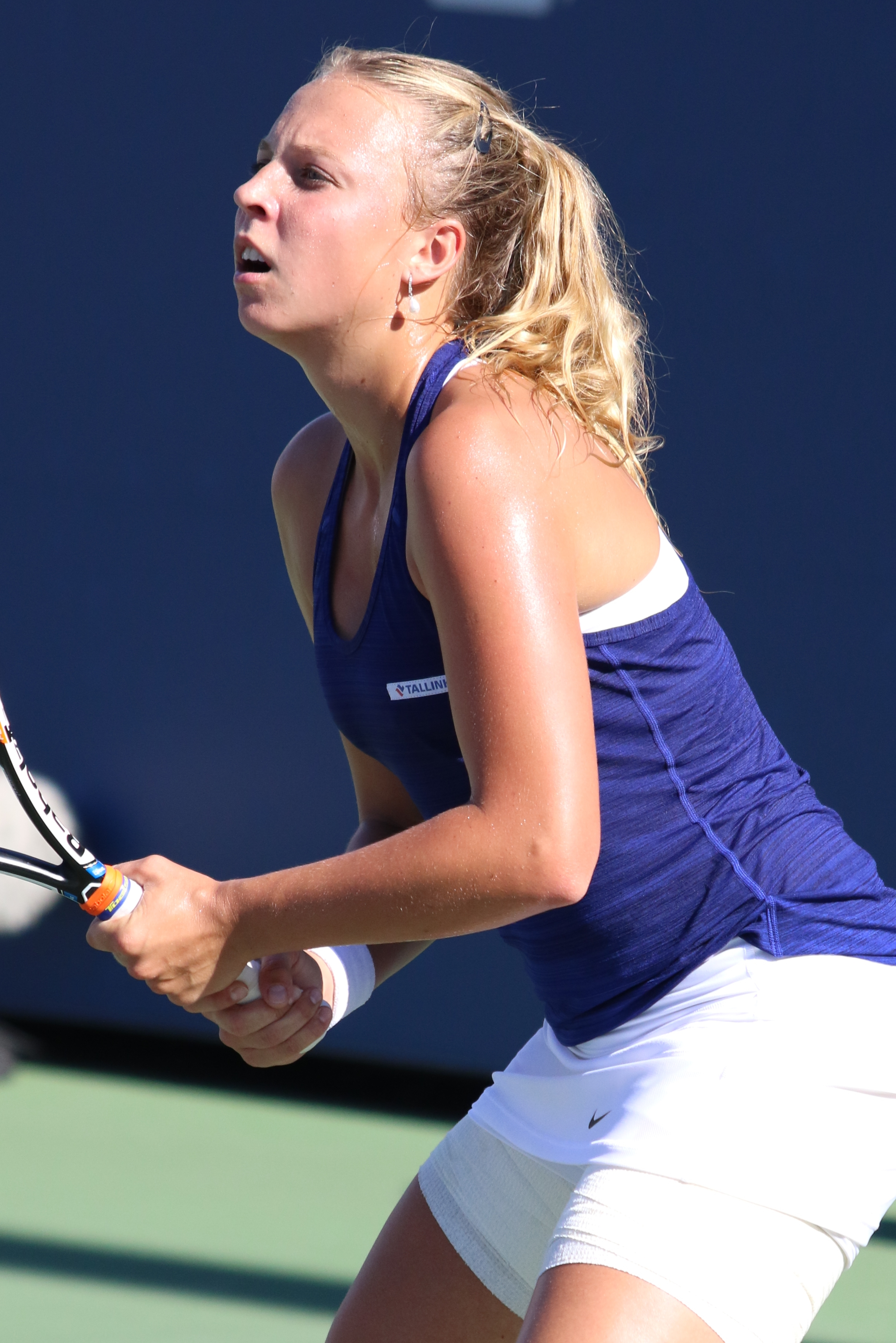
Anett nel 2016

Anett comincia l'anno partecipando al WTA di Shenzhen, dove si mette in mostra battendo Jaroslava Švedova (6-4 7-6(5)) e Zheng Saisai, fermandosi ai quarti dove cede a Alison Riske. Per la prima volta in carriera partecipa all'Australian Open, dove esce di scena subito contro Garbiñe Muguruza (numero 3 del seeding), sconfitta per 6-0 6-4. Dopo un primo turno a Acapulco l'estone giunge alla prima semifinale WTA della carriera a Monterrey: nel torneo messicano elimina Dominika Cibulková (doppio 6-4), Sara Errani (testa di serie numero uno, per 6-1 6-3) e Nicole Gibbs per 6-1 6-4. Nel penultimo atto si arrende a Kirsten Flipkens in due set. Grazie a questo risultato raggiunge il best-ranking di numero 73 del mondo. Non passa le qualificazioni né a Indian Wells né a Miami, mentre entra nel main-draw del Roland Garros, perdendo subito contro Venus Williams. A Nottingham riesce a centrare i quarti di finale dopo avere battuto Lauren Davis e Caroline Wozniacki. Nella circostanza si arrende a Alison Riske, poi finalista. Partecipa all'AEGON International di Eastbourne, nel quale si ferma al secondo turno di qualificazione. Viene ripescata come lucky loser, tuttavia viene sconfitta da Ana Lena Friedsam per 6(3)-7 6-4 6-4. A Wimbledon vince il primo set su Barbora Strýcová, prima di venire eliminata con un doppio 6-4. A Gstaad, dopo avere eliminato Maria Sakkarī per 7-5 6-1, cede alla sorprendente Rebeka Masarova, che si impone in tre set. Dopo due primi turni a Båstad e a Cincinnati si qualifica per il tabellone principale di New Haven. Al primo turno estromette Kiki Bertens, mentre al secondo si ritira contro Elena Vesnina. Fa male agli US Open e a Tokyo, dove non coglie nemmeno una vittoria, mentre a Guangzhou batte in serie Kateřina Siniaková (doppio 6-1), Zhu Lin (6-1 3-6 6-0) e Viktorija Golubic (6-4 4-6 6-3), prima di perdere in semifinale per mano dell'ucraina Curenko (6-4 6-2). Dopo un secondo turno a Linz e un primo turno a Lussemburgo partecipa al torneo ITF di Poitiers, nel quale estromette Sorana Cîrstea e Fiona Ferro prima di essere piegata da Alison Van Uytvanck in due set.

### 2017: primo titolo WTA e Top 30

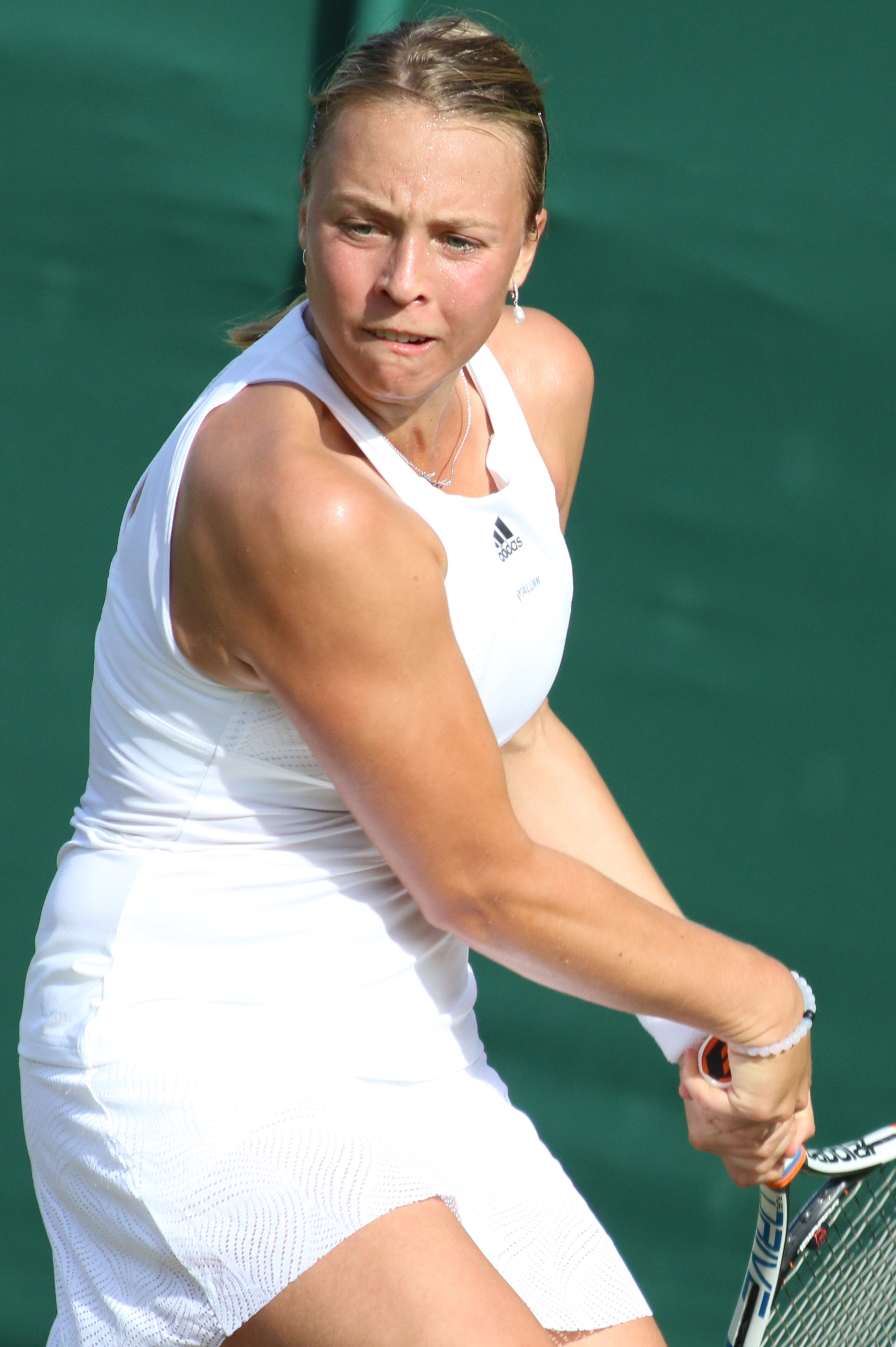
Anett nel 2017

Inizia l'anno partecipando all'Australian Open grazie a una wildcard, ma non va oltre il primo turno venendo sconfitta da Maria Sakkarī per 0-6 4-6. Raggiunge la finale ITF in Francia, dove supera Ivana Jorović per 6-4 7-6, aggiudicandosi il torneo. Superate le qualificazioni del torneo ungherese viene rimontata nel primo turno da Julia Görges per 7-6 3-6 4-6. Agli Indian Wells si impone su Misaki Doi per 7-5 6-4, per poi venire sconfitta con un doppio 4-6 da Anastasija Pavljučenkova; a Miami raggiunge il terzo turno, dove incontra Simona Halep, la quale si impone per 3-6 0-6. Nel torneo di Vienna raggiunge la finale senza riuscire a vincerla, dovendo cedere a Markéta Vondroušová per 4-6 6-7. Superate le qualificazioni a Stoccarda, estromette Ana Konjuh per 7-6 6-4 e a sorpresa la numero cinque del mondo, Garbiñe Muguruza, per 2-6 7-6 6-1; viene poi sconfitta da Marija Šarapova per 3-6 4-6. A Madrid viene sconfitta nel primo turno da Coco Vandeweghe per 4-6 6-7. Negli Internazionali d'Italia raggiunge i quarti di finale partendo dalle qualificazioni. Nel corso del torneo elimina Andrea Petković per 6-3 6-4, Angelique Kerber, numero uno del mondo, per 6-4 6-0 e Mirjana Lučić-Baroni con un doppio 6-1. Incontra nuovamente la Halep, la quale si impone con un punteggio meno netto (2-6 4-6). Nell'Open di Francia supera Monica Niculescu per 7-5 6-1, per poi venire sconfitta in rimonta da Garbiñe Muguruza, che si riscatta vincendo per 7-6 4-6 6-2.
Il 18 giugno, nel Ricoh Open, vince il suo primo torneo WTA imponendosi in finale su Natal'ja Vichljanceva per 6-2 6-3. Nella corsa al titolo estromette Kristýna Plíšková per 6-7 6-3 6-1, Kirsten Flipkens per 3-6 6-1 6-2, Carina Witthöft per 6-3 6-1 e Lesja Curenko per 6-3 6-7 6-2. A Wimbledon elimina Lara Arruabarrena per 6-2 6-4 e Dar'ja Kasatkina per 6-3 6-2, prima di venire rimontata da Caroline Wozniacki con il punteggio di 3-6 7-6 6-2. A Lugano raggiunge la terza finale stagionale dove, dopo avere superato Martina Trevisan per 6-1 6-3, Anna Kalinskaja per 6-4 4-6 6-4, Carina Witthöft per 6-2 6-4 e Tereza Martincová per 6-4 6-1, viene sconfitta da Kiki Bertens per 4-6 6-3 1-6.
L'ultima parte della stagione è caratterizzata da risultati negativi. Nel torneo di Cincinnati viene sconfitta in rimonta da Petra Kvitová con il punteggio di 6-1 6-7 3-6. In Connecticut non fa meglio, in quanto viene sconfitta in tre set da Mirjana Lučić-Baroni (4-6 7-6 3-6). Agli US Open viene nuovamente sconfitta nel primo turno in rimonta, stavolta per mano di Lucie Šafářová. Nel torneo di Guangzhou, dopo avere sconfitto nettamente Jasmine Paolini lasciandole solo due game, viene estromessa nel secondo turno da Lizette Cabrera per 0-6 5-7. Nel torneo di Wuhan non va oltre il primo turno, venendo eliminata da Magda Linette per 5-7 4-6. A Pechino Dar'ja Gavrilova le infligge un doppio 5-7. Esce di scena nel primo turno a Linz per mano di Mihaela Buzărnescu per 6-7 3-6. Nel torneo di Lussemburgo viene sconfitta da Heather Watson con un doppio 6-4 nel secondo turno.

### 2018: prima finale in un Premier 5 e a ridosso della Top 20
Inaugura la nuova stagione con una netta vittoria contro Heather Watson nel torneo di Brisbane, prima di perdere contro Aljaksandra Sasnovič per 6-1 6-7 6-3. All'Australian Open raggiunge per la prima volta gli ottavi di finale, dove viene sconfitta da Carla Suárez Navarro per 6-4 4-6 6-8. Precedentemente si era imposta su Aleksandra Krunić per 6-4 7-5, Mona Barthel per 6-3 4-6 6-3 e Jeļena Ostapenko, numero sette del mondo, per 6-3 1-6 6-3. Nel torneo di Doha viene sconfitta nettamente da Alizé Cornet per 2-6 1-6, mentre a Dubai supera in rimonta Samantha Stosur per 1-6 6-2 6-4 prima di venire sconfitta da Naomi Ōsaka con il punteggio di 2-6 6-7. A Indian Wells e Miami delude le aspettative, venendo sconfitta nuovamente dalla Sasnovič e da Maria Sakkarī per 4-6 1-6.
Nel torneo di Lugano viene sconfitta in rimonta da Vera Lapko per 6-3 4-6 3-6. Tuttavia raggiunge la semifinale nel torneo di Stoccarda. Prima di venire sconfitta da Karolína Plíšková per 4-6 2-6 si era imposta su Kristina Mladenovic per 5-7 7–6(3) 7–6(5), Angelique Kerber per 6-0 2-0 (a causa del ritiro della tedesca) e Anastasija Pavljučenkova per 7-5 6(6)–7 6-4. A Madrid supera per 3-6 6-3 6-2 Venus Williams, testa di serie numero 10, e Aljaksandra Sasnovič per 6-2 4-6 6-2, prima di perdere in rimonta contro la futura campionessa Petra Kvitová per 7–6(4) 3-6 3-6. Sorprendentemente raggiunge la semifinale agli Internazionali d'Italia, dove viene sconfitta dalla futura vincitrice Elina Svitolina. Precedentemente aveva sconfitto tra le altre Venus Williams e Caroline Wozniacki, rispettivamente ottava e seconda testa di serie. A Parigi centra gli ottavi di finale vendicandosi su Petra Kvitová, ottava tennista del mondo, in due tie-break; viene comunque sconfitta dalla futura finalista, Sloane Stephens, per 2-6 0-6.
Nel torneo di 's-Hertogenbosch è chiamata a difendere il titolo, ma viene sconfitta a sorpresa da Veronika Kudermetova per 4-6 6(4)–7. A Maiorca non fa meglio, venendo sconfitta da Tatjana Maria con il punteggio di 6-3 4-6 3-6. A Wimbledon si impone su Denisa Allertová con un doppio 6-2 e Jennifer Brady per 6-2 7–6(4), prima di perdere contro Alison Van Uytvanck per 2-6 3-6. Nel torneo di Montréal supera in tre set Ekaterina Makarova, per poi arrendersi contro Petra Kvitová, la quale vince per 3-6 4-6. Nei tornei di Cincinnati e New Haven viene sconfitta rispettivamente da Kiki Bertens e Mónica Puig nel terzo turno con il punteggio di 3-6 6-2 3-6 e 4-6 3-6. Allo US Open esce di scena nel primo turno per mano di Kateřina Siniaková per 7–6(3) 3-6 5-7.
Avvia la trasferta asiatica a Tokyo, dove si impone su Kristina Mladenovic per 6-3 7–6(5), prima di perdere contro Barbora Strýcová per 5-7 nel terzo set. La settimana seguente centra la prima finale stagionale nel prestigioso Premier 5 di Wuhan, dove viene sconfitta da Aryna Sabalenka, la quale le infligge un doppio 3-6. Nel corso del torneo aveva superato nell'ordine Sloane Stephens, numero nove del mondo, per 4-6 7-5 6-4; Donna Vekić per 6-2 6-4; Zhang Shuai per 6-4 4-6 6-1; Kateřina Siniaková con un doppio 6-4; e Wang Qiang per 6-2 2-1, a causa del ritiro della cinese. Grazie ai punti ottenuti si spinge fino alla 21ª posizione, perfezionando così il suo best ranking. A Pechino rimonta Laura Siegemund con il punteggio di 2-6 6-3 6-2, per poi perdere contro la futura campionessa, Caroline Wozniacki, per 5-7 4-6. Nel torneo di Mosca si impone nuovamente in rimonta su Anastasija Potapova, elimina Kristina Mladenovic per 6-2 7-6(3), per poi venire sconfitta a sorpresa da Ons Jabeur per 5-7 1-6.

### 2019: prima semifinale in un Premier Mandatory e Top 15

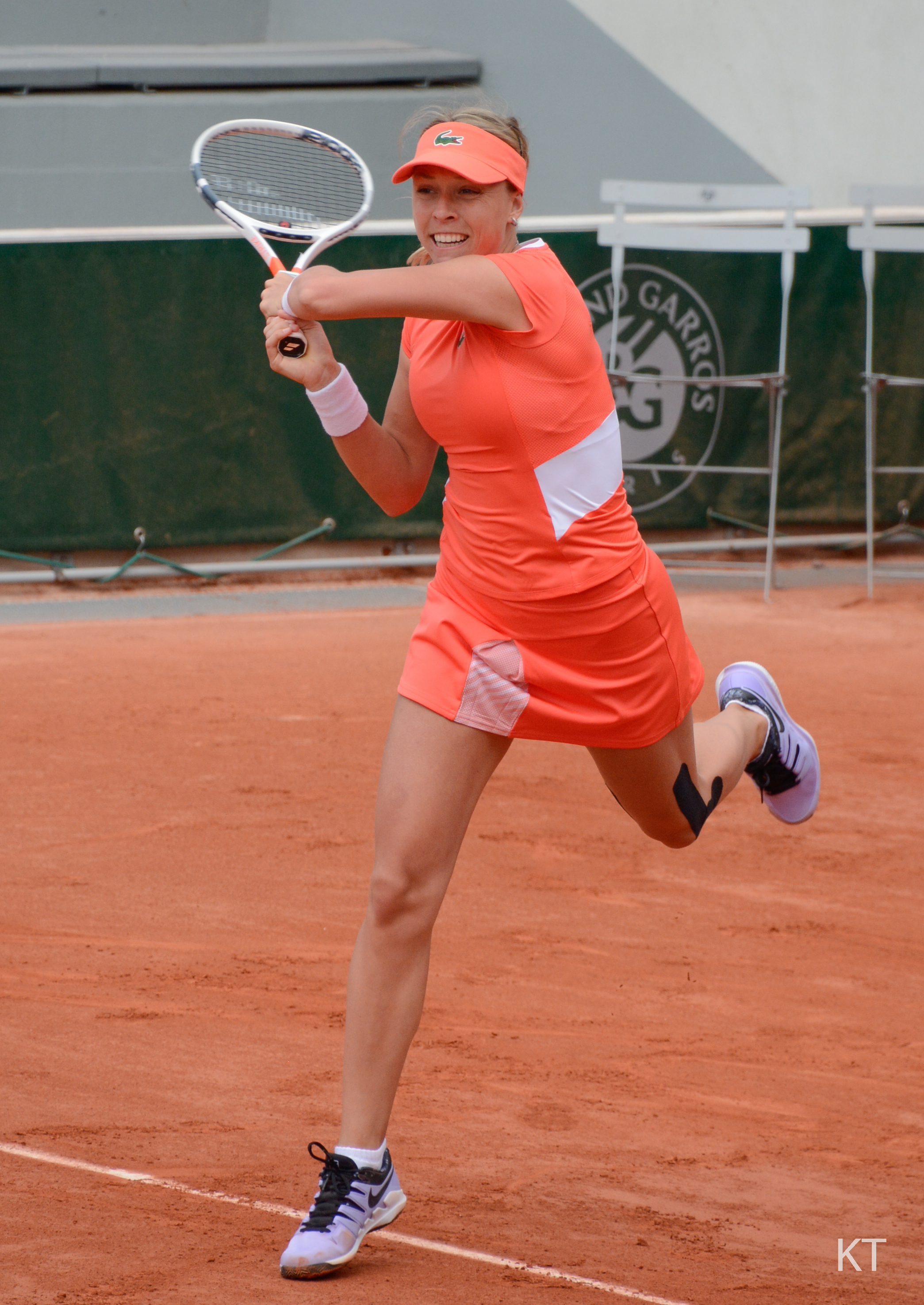
Anett Kontaveit nel 2019

Inizia la stagione giocando a Brisbane dove, dopo avere eliminato Carla Suárez Navarro per 6-0 6-3 e Petra Kvitová per 7-5 7–6(1), viene sconfitta da Lesja Curenko per 5-7 3-6. Successivamente, a Sydney, recupera il primo parziale contro Mónica Puig vincendo poi il match (2-6 7-5 6-1), ma viene liquidata da Elise Mertens in due set. Agli Australian Open si impone su Sara Sorribes Tormo con il punteggio di 6-3 6-2, per poi cedere contro Aljaksandra Sasnovič, che la elimina in due parziali. In Qatar elimina Zhu Lin per 7–6(3) 6-3, mentre viene fermata da Angelique Kerber con il punteggio di 1-6 6(3)–7. Nel torneo di Dubai esce di scena all'esordio per mano di Zhang Shuai (6(3)–7 3-6). Sul suolo americano ottiene ottimi risultati, centrando un terzo turno a Indian Wells ma soprattutto la semifinale a Miami. Nel primo estromette nuovamente Mónica Puig per 6-3 7–6(4) e approfitta del ritiro di Anastasija Sevastova sul punteggio di 5-0 in favore della estone; in seguito viene sconfitta da Karolína Plíšková con il punteggio di 6(0)–7 6-4 2-6. In Florida elimina Amanda Anisimova per 6-3 1-6 6-4, Ajla Tomljanović per 7–6(3) 2-6 7–6(4), usufruisce del ritiro di Bianca Andreescu sul punteggio di 6-1 2-0 in favore della Kontaveit, e Hsieh Su-wei per 3-6 6-2 7-5, dopo essere stata in svantaggio di 0-4 nel terzo set. Nel penultimo atto cede in due set a Ashleigh Barty, futura campionessa, che la sconfigge in due netti set. Grazie a questo ottimo risultato si spinge fino alla quattordicesima posizione del ranking, migliorando il suo best ranking e diventando la tennista estone con il miglior piazzamento di sempre.
Continua il periodo di forma ad aprile, quando raggiunge la sua prima finale in un torneo WTA Premier e quinta in assoluto a Stoccarda, persa poi contro Petra Kvitová per 6-3 7–6(2). Dopodiché viene eliminata nel primo turno a Madrid da Aljaksandra Sasnovič (6-0 3-6 2-6), mentre a Roma batte in un incredibile match al primo turno Mona Barthel con il punteggio di 4-6 6-4 6-4, per poi perdere contro Maria Sakkarī al turno successivo per 6-2 6-3. Delude le aspettative al Roland Garros, dal momento che perde in rimonta all'esordio per mano della giovane ceca Karolína Muchová.
La stagione sull'erba è priva di successi per l'estone. A Birmingham cede al primo turno per 6-4 6-2 alla padrona di casa Johanna Konta, mentre a Eastbourne perde a sorpresa al secondo turno contro Anna-Lena Friedsam (3-6 4-6). Nello Slam londinese si impone su Shelby Rogers per 6-0 3-6 6-4 e su Heather Watson per 7-5 6-1, prima di venire sconfitta nuovamente dalla Muchová, questa volta in due set. Nel torneo di Toronto raggiunge il terzo turno, eliminando in rimonta Marija Šarapova (4-6 6-3 6-4) e usufruendo del ritiro di Carla Suárez Navarro sul punteggio di 7-5 3-1 in favore della Kontaveit; viene fermata solo dalla numero tre del ranking, Karolína Plíšková. Non fa meglio nemmeno a Cincinnati dove, in seguito alle vittorie su Angelique Kerber e Iga Świątek, cede alla numero due del mondo, Ashleigh Barty, che ha la meglio per 4-6 7-5 7-5. Si presenta agli US Open accreditata della ventunesima testa di serie. Qui lascia solamente due giochi a Sara Sorribes Tormo ed estromette in rimonta Ajla Tomljanović per 4-6 7-5 6-2; successivamente è costretta a ritirarsi per un'infezione virale acuta senza scendere in campo nel match di terzo turno che l'avrebbe vista opposta a Belinda Bencic. A causa di una complicazione dovuta all'infezione è stata costretta a saltare tutta la trasferta asiatica, motivo per il quale, non potendo difendere la finale centrata a Wuhan l'anno precedente, perde punti preziosi e chiude la stagione alla 26ª posizione del ranking.

### 2020: quarti di finale agli Australian Open e trecento vittorie in carriera
Anett inaugura la stagione 2020 con la partecipazione ai tornei di Brisbane e Adelaide. Nel primo caso si sbarazza di Hsieh Su-wei per poi cedere in tre set alla sesta testa di serie Kiki Bertens, mentre nel secondo viene sorpresa all'esordio da Anastasija Pavljučenkova. Approda dunque all'Australian Open, primo Slam della stagione. In questo caso disputa un ottimo torneo raggiungendo per la prima volta in carriera i quarti di finale in uno Slam, seconda tennista estone dopo Kaia Kanepi a riuscire nell'impresa. Nei primi due turni ha la meglio su Astra Sharma e Sara Sorribes Tormo, per poi annichilire la sesta testa di serie Belinda Bencic a cui lascia un solo gioco. Agli ottavi supera in una maratona la giovane promessa Iga Świątek con il punteggio di 6(4)–7, 7-5, 7-5 per poi cedere a Simona Halep che la travolge con un doppio 6-1.
In seguito si presenta a Dubai, dove si sbarazza di Sorana Cîrstea per 6-1 6-3 e di Anastasija Pavljučenkova per 7-6 7-5; viene poi sconfitta nei quarti di finali da Petra Martić in due parziali. Non fa meglio a Doha, dove esce di scena, dopo essersi imposta su Anastasija Sevastova, al secondo turno per mano di Aryna Sabalenka, futura campionessa, con il punteggio di 5-7 6-2 5-7.
Il mondo del tennis viene sconvolto dalla pandemia di COVID-19 e nessun torneo viene disputato dal 9 marzo al 3 agosto. Difatti le Olimpiadi di Tokyo vengono posticipate al 2021, mentre il torneo di Wimbledon viene addirittura annullato, insieme a molti altri tornei.
Scende in campo a Palermo il 4 agosto, riuscendo a eliminare Patricia Maria Țig con un doppio 6-3; in seguito estromette in tre set Laura Siegemund (3-6 6-2 6-2) e Camila Giorgi (6-1 4-6 6-1), per poi sbarazzarsi anche della prima testa di serie, Petra Martić, per 6-2 6-4. Tuttavia, nella sua sesta finale in carriera, viene sconfitta a sorpresa da Fiona Ferro in due comodi parziali. Disputa il torneo di Cincinnati, raggiungendo i quarti di finale con le vittorie su Dar'ja Kasatkina, Jil Teichmann e Marie Bouzková, subendo poi la rimonta della numero dieci del mondo Naomi Ōsaka (6-4 2-6 5-7). In seguito si presenta agli US Open, dove è testa di serie numero 14: al primo turno si impone, in rimonta, su Danielle Collins (5-7 6-2 6-2); al secondo turno e al terzo lascia cinque giochi rispettivamente a Kaja Juvan e Magda Linette, raggiungendo gli ottavi a New York per la seconda volta in carriera (dopo i primi nel 2015). Nella circostanza viene sconfitta dalla futura campionessa Naomi Ōsaka con lo score di 3-6 4-6. Subito dopo gioca a Roma e al Roland Garros: nel torneo italiano supera Caroline Garcia prima di cedere a Kuznecova (6-4 5-7 3-6); in Francia viene sorprendentemente sconfitta all'esordio da Caroline Garcia in tre set. Chiude l'anno a Ostrava: al primo turno batte Ekaterina Aleksandrova al tie-break del terzo, mentre al secondo viene eliminata da Sara Sorribes Tormo in due set.
Termina l'anno al n°23 del mondo.

### 2021: finale alle WTA Finals, quattro titoli WTA, altre due finali e ingresso in top 10

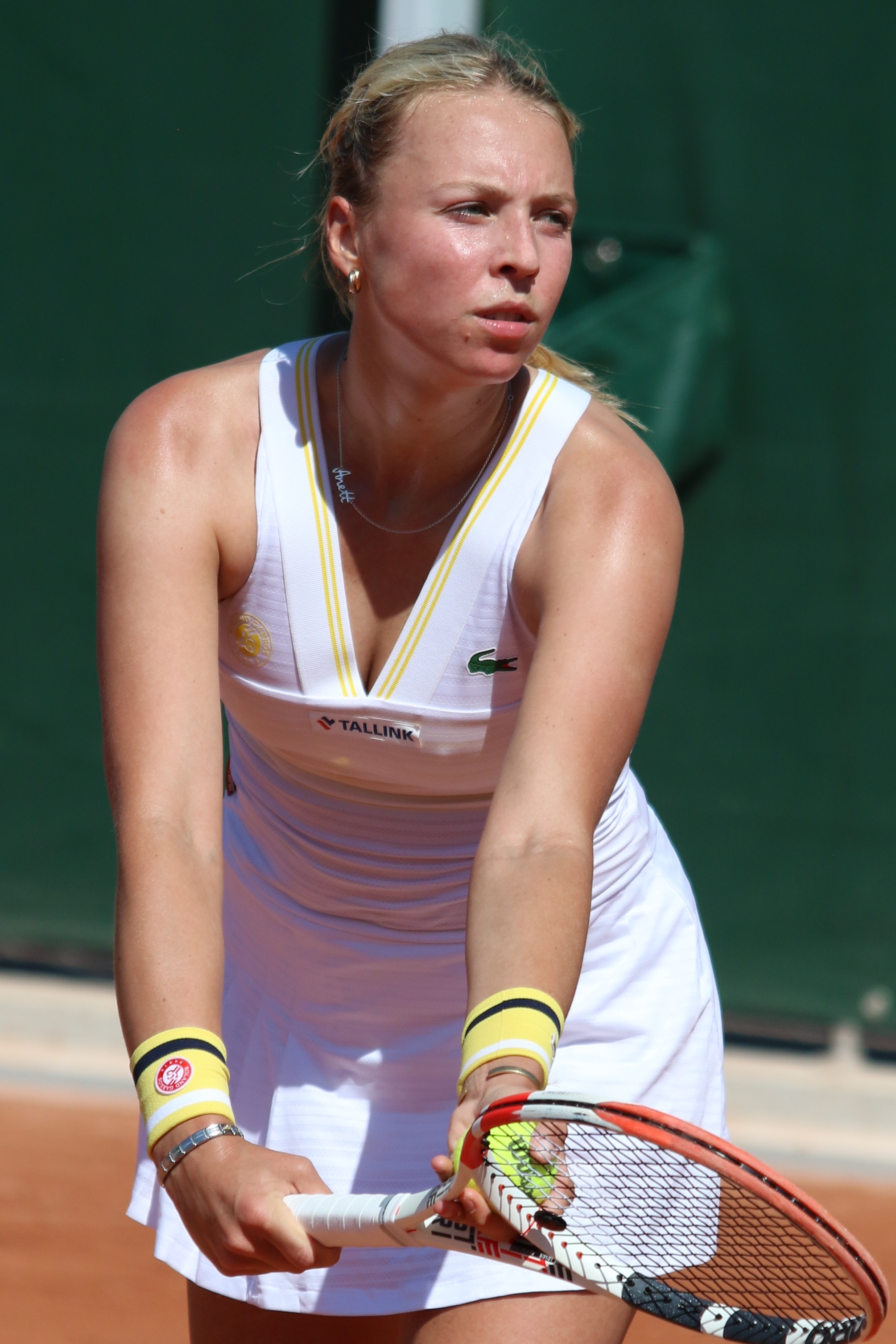
Kontaveit all'Open di Francia 2021

Inaugura la nuova stagione con il WTA 500 di Abu Dhabi, dove viene sconfitta all'esordio dalla numero quarantasei del mondo, Veronika Kudermetova, con il punteggio di 5-7 1-6. Al Grampians Trophy di Melbourne coglie la finale da 6ª testa di serie, battendo Christina McHale (6-1 6-3), Bethanie Mattek-Sands (7-5 7-5), Viktoryja Azaranka (walkover) e Maria Sakkarī (2-6 6-3 [11-9]). La finale, che avrebbe dovuto disputare contro Ann Li, non viene giocata a causa del ritardo nella programmazione dei match. La settimana successiva l'estone raggiunge il terzo turno agli Australian Open, dopo le vittorie su Aljaksandra Sasnovič (7-5 6-2) e Watson (6(5)-7 6-4 6-2); nei sedicesimi si arrende a Shelby Rogers con lo score di 4-6 3-6. Si presenta poi a Doha: al primo turno estromette la fresca finalista degli Australian Open Jennifer Brady con un roboante 6-1 6-2. Al secondo batte l'ex campionessa del major australiano, Angelique Kerber, con lo score di 6-1 6-4; ai quarti cede in tre set alla futura campionessa Petra Kvitová (3-6 6-3 2-6). A Dubai l'estone si ferma agli ottavi, sconfitta da Aryna Sabalenka. A Miami batte Sorana Cîrstea dopo aver ottenuto il bye per il primo turno, per poi perdere contro Elise Mertens in tre set.
Sulla terra Anett fa tappa a Stoccarda: dopo una comoda vittoria sulla qualificata Julia Middendorf (6-2 6-3) centra un successo prestigioso contro la numero 4 del mondo Sofia Kenin (7-5 6-4); ai quarti viene battuta nuovamente da Aryna Sabalenka per 6-1 al terzo set. A Madrid vince contro Nina Stojanović in due set equilibrati (7-6(4) 7-5) prima di cedere nettamente a Maria Sakkarī. Al Roland Garros l'estone arriva fino al terzo turno con due vittorie su Viktorija Golubic e Kristina Mladenovic; ai sedicesimi si arrende alla campionessa in carica Iga Świątek in due parziali. In seguito, disputa il torneo di Eastbourne, dove inaugura la stagione su erba: batte Svetlana Kuznecova (6-4 3-6 6-3) e la numero del seeding Bianca Andreescu (doppio 6-3). Ai quarti, sconfigge in rimonta Viktorija Golubic (2-6 7-6(2) 7-5), approdando alla sua seconda semifinale annuale. Nella circostanza, Anett sfrutta il ritiro della sua avversaria Camila Giorgi sul 5-4 in suo favore nel primo parziale. Kontaveit riesce a cogliere la sua ottava finale in carriera, la seconda sull'erba, superficie sulla quale vinse nel 2017 il suo unico titolo a 'S-Hertogenbosch. Nell'ultimo atto, l'estone affronta Jeļena Ostapenko nel derby baltico: per la sesta volta in carriera, Anett non riesce a sollevare il trofeo, perdendo per 3-6 3-6 l'ultimo atto contro la lettone. A Wimbledon, da testa di serie numero 24, viene subito eliminata da Markéta Vondroušová in tre set.
In seguito, Anett prende parte al torneo olimpico di Tokyo, dove esce di scena all'esordio per mano di Maria Sakkarī (5-7 2-6). Tra Montréal e Cincinnati, l'estone raccoglie due sconfitte al primo turno, contro Jessica Pegula in Canada (7-5 3-6 3-6) e contro Ons Jabeur in Ohio (2-6 6-4 5-7). L'ultimo torneo giocato da Kontaveit prima degli US Open è il WTA 250 di Cleveland, dove è accreditata della seconda testa di serie: al primo turno, domina Lauren Davis dopo aver perso il primo parziale (1-6 6-0 6-0). Al secondo, rifila un doppio 6-3 a Caroline Garcia mentre, ai quarti, sconfigge la ceca Kateřina Siniaková in tre set (6-3 5-7 6-2). In semifinale, elimina Sara Sorribes Tormo con un doppio 6-4, centrando la terza finale dell'anno. Nella sua nona finale in carriera, Kontaveit batte Irina-Camelia Begu per 7-6(5) 6-4, conquistando il secondo titolo nel circuito maggiore. Agli US Open, esordisce con un successo sull'ex-campionessa del torneo Samantha Stosur (6-3 6-0). Al secondo turno estromette Jil Teichmann (6-4 6-1) raggiungendo il terzo turno, dove si arrende ancora a Iga Świątek in tre set.
Prende dunque parte al torneo indoor di Ostrava: l'estone arriva agevolmente ai quarti, grazie alle vittorie su Cirstea (6-4 6-4) e la numero nove del seeding Paula Badosa (6-3 6-4). Tra le ultime otto, supera la campionessa olimpica in carica Belinda Bencic (6-4 6-3), accedendo in semifinale, dove batte la padrona di casa Petra Kvitová per 6-0 6-4. Kontaveit riesce a spingersi alla sua quarta finale annuale, dove affronta Maria Sakkarī: l'estone si impone per 6-2 7-5, conquistando il secondo titolo stagionale, il terzo della carriera. Torna negli Stati Uniti per disputare i tornei di Chicago e Indian Wells: in Illinois, si ritira dopo aver vinto il match inaugurale contro Madison Brengle; in California, sconfigge Martina Trevisan (6-3 5-2 e ritiro), la campionessa in carica Bianca Andreescu (7-6(5) 6-3) e la brasiliana Beatriz Haddad Maia (6-0 6-2) giungendo così ai quarti di finale, i primi sui campi dell'Indian Wells Tennis Garden. Nella circostanza, trova la tunisina Ons Jabeur: Kontaveit si arrende per 5-7 3-6.
La settimana dopo, a Mosca, l'estone beneficia della nona testa di serie grazie al forfait di Kerber prima dell'inizio del torneo: batte Kateřina Siniaková (6-3 6-3) e poi la veterana Andrea Petković (6-1 6-4), approdando ai quarti di finale di un torneo WTA per l'ottava volta in stagione. Nella circostanza, elimina la numero cinque del mondo Garbiñe Muguruza con un perentorio doppio 6-1, accedendo in semifinale, dove vendica le due sconfitte precedentemente subite contro l'argento olimpico in carica Markéta Vondroušová, imponendosi per 6-3 6-4. Nell'atto conclusivo del torneo moscovita, Anett completa una straordinaria rimonta contro la padrona di casa Ekaterina Aleksandrova, contro la quale si trovava sotto nel punteggio per 4-6, 0-4 per poi inanellare una serie di sette giochi consecutivi e concludere il match al terzo set per 7-5. Grazie a questo risultato, l'estone si aggiudica il terzo titolo del 2021, il più prestigioso della sua carriera e ritocca il suo best ranking alla 14ª posizione. Inoltre, si porta a poco più di cento punti di distanza da Ons Jabeur nella corsa all'ultimo posto disponibile per la qualificazione alle WTA Finals 2021.
La fortunata trasferta autunnale continua con la partecipazione al Transylvania Open, torneo che Anett è tenuta a vincere per scavalcare Jabeur nella race e guadagnarsi l'ultimo posto utile per le Finals; l'estone raggiunge la sesta finale della stagione in scioltezza, sconfiggendo nell'ordine Aleksandra Krunić, Alison Van Uytvanck, Anhelina Kalinina e Rebecca Peterson senza cedere neanche un set. Nel match valevole il quinto titolo in carriera ma soprattutto la qualificazione al Master e l'accesso per la prima volta alla top ten, è opposta alla testa di serie numero uno nonché padrona di casa Simona Halep, contro cui ha perso in tutti e tre i precedenti incontri disputati. In questa circostanza, l'estone si impone per 6-2 6-3, conquistando il quarto titolo stagionale. Al termine del torneo, perfeziona il suo best ranking fino all'8ª posizione mondiale.
Qualificatasi in extremis alle WTA Finals di Guadalajara, viene inserita nel gruppo Teotihuacán assieme a Barbora Krejčíková, Karolína Plíšková e Garbiñe Muguruza; nel primo match, l'estone batte la Krejčíková per 6-3 6-4. Nel secondo, Anett si impone sull'altra ceca Plíšková con un netto 6-4 6-0, riuscendo già a centrare un posto in semifinale prima dell'ultimo match. Nella terza giornata, Kontaveit perde la sua imbattibilità nel girone, cedendo con un doppio 4-6 a Muguruza e consentendo a quest'ultima la qualificazione come seconda nel girone; l'estone, grazie a una migliore differenza set rispetto a tutte, termina prima nel gruppo Teotihuacán. In semifinale, affronta Maria Sakkarī per la dodicesima volta in carriera: Kontaveit batte la greca per 6-1 3-6 6-3, accedendo alla finale più prestigiosa della sua carriera. Nell'ultimo atto, Anett si arrende per la seconda volta nel torneo alla spagnola Muguruza, con lo score di 3-6 5-7.

### 2022: 6º titolo WTA, seconda finale in un '1000' e approdo in Top 5

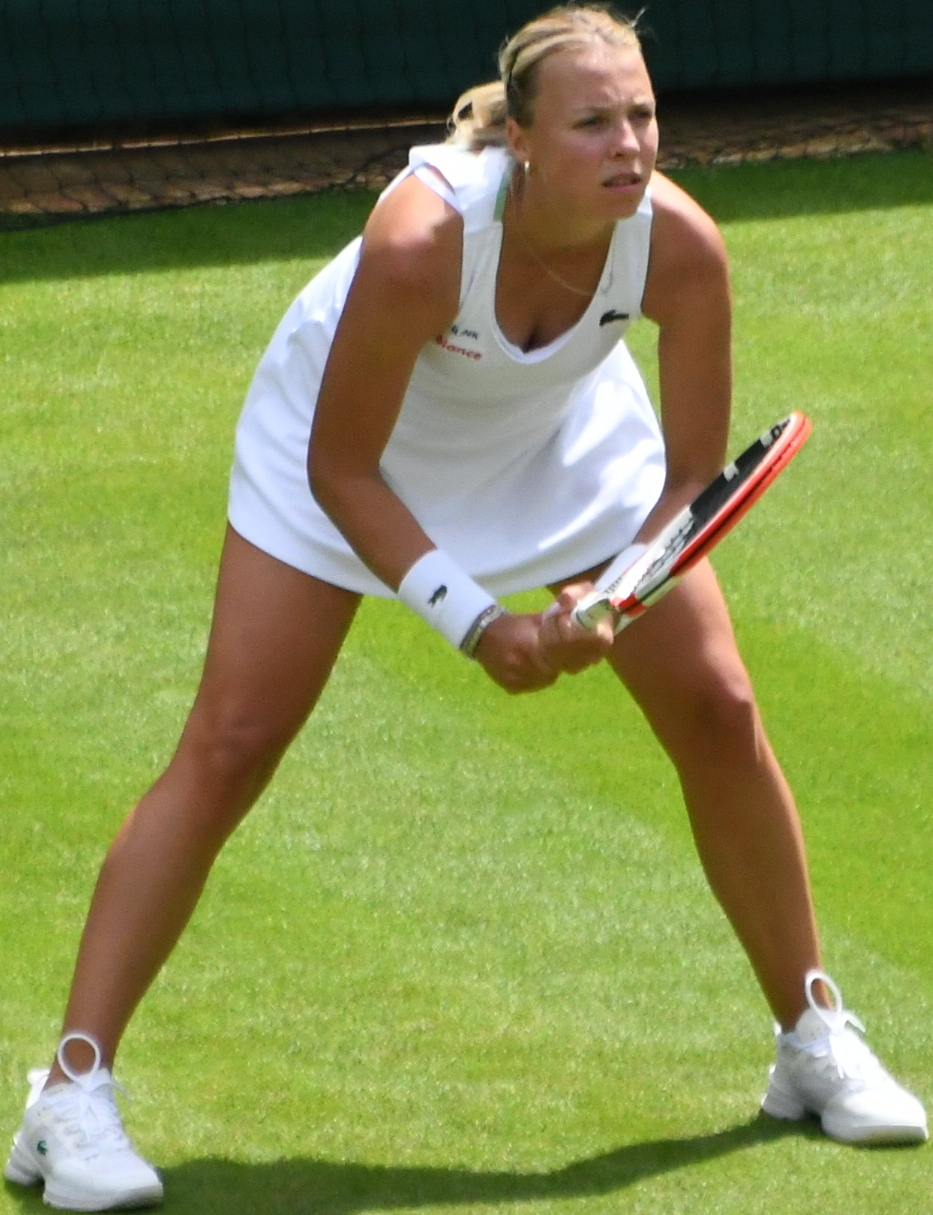
Anett a Wimbledon nel 2022

Kontaveit inizia l'anno a Sydney, dove coglie la semifinale battendo Zhang (6-3 6-3), Ruse (6-3 6-1) e Jabeur (6-4 e ritiro). Nel penultimo atto, si arrende a Barbora Krejčíková per 6-0 4-6 6(12)-7, dopo non aver convertito ben 7 match-point. All'Australian Open è per la prima volta in uno slam tra le prime 10 teste di serie: da 6ª forza del seeding, Anett elimina Siniaková (6-2 6-3) per poi cedere sorprendentemente alla giovane Clara Tauson in due set (2-6 4-6). Raggiunge il suo miglior piazzamento in classifica WTA, al n.6, il 10 gennaio. Il torneo successivo a cui prende parte è quello di San Pietroburgo, dove batte nell'ordine Teichmann (6-3 1-6 6-3), Cîrstea (6-4 7-5), la n°5 del seeding Bencic (7-6(7) 6-2) e Ostapenko in semifinale (6-3 6-4). Nella sua 14ª finale WTA, affronta Maria Sakkarī che batte in rimonta per 5-7 7-6(4) 7-5, aggiudicandosi così il suo sesto titolo nel circuito maggiore, il quarto di fila sul cemento indoor. Con questo match, inoltre, sigla la ventesima vittoria indoor consecutiva, diventando la sesta tennista nell'Era Open a riuscirci alle spalle di Steffi Graf, Monica Seles, Justine Henin, Lindsay Davenport e Jana Novotná.
Successivamente, prende parte al '1000' di Doha, dove esordisce con un successo su Ana Konjuh (6-2 6-3). Agli ottavi, elimina Elise Mertens in tre set (6-3 0-6 6-2) mentre nei quarti lascia 5 giochi alla n°8 del seeding Ons Jabeur (6-4 6-1). Kontaveit accede così alla sua terza semifinale dell'anno, la quarta in carriera in un evento di questa caratura. Nella circostanza, si scontra nuovamente con Ostapenko, in striscia positiva da 9 incontri. Anett prevale nettamente sulla lettone (6-1 6-4), conquistando la seconda finale stagionale, la n°2 in un evento '1000' (dopo quella di Wuhan del 2018). Tuttavia, viene a sua volta sconfitta da Iga Świątek, riuscendo a vincere solamente due games nell'incontro. Nonostante la deludente finale, guadagna due posizioni nel ranking entrando la prima volta nella Top 5 (quinto posto).
Ottiene scarsi risultati a Indian Wells e Miami: in California batte Kučová (6-4 6-1) per poi capitolare contro Markéta Vondroušová in tre set; in Florida, esce di scena al primo match giocato contro Ann Li (0-6 6-3 4-6).
Sulla terra gioca a Stoccarda il suo primo torneo stagionale: da 5° testa di serie, giunge ai quarti di finale grazie ai successi su Angelique Kerber (3-6 6-4 6-4) ed Ekaterina Aleksandrova (2-6 6-3 7-6(5)). Tra le ultime otto, cede alla top-5 Aryna Sabalenka, con il punteggio di 4-6 6-3 1-6. A Roma e al Roland Garros esce sconfitta al primo turno rispettivamente da Petra Martić e Ajla Tomljanović. Sull'erba gioca solo il torneo di Wimbledon dove dopo aver superato agevolmente Bernarda Pera (7-5 6-1) perde nettamente contro Jule Niemeier (4-6 0-6). Torna a giocare sulla terra ad Amburgo e si impone in due set su Bara, Peterson, Petković e Potapova raggiungendo la quindicesima finale in carriera dove però perde contro Pera per 2-6 4-6. Dopo i quarti di finale a Praga, il secondo e terzo turno ai '1000' di Toronto e di Cincinnati si presenta allo US Open, ultimo Slam dell'anno, come seconda testa di serie e dopo una vittoria netta su Jaqueline Cristian (3-6 0-6) si arrende in tre set a Serena Williams la quale gioca l'ultimo torneo della sua carriera (6(4)-7 6-2 2-6). A settembre partecipa al torneo di casa a Tallinn e raggiunge un'altra finale estromettendo Wang Xiyu, Tereza Martincová, Ysaline Bonaventure e Kaia Kanepi prima di perdere contro Barbora Krejčíková con il punteggio di 2-6 3-6.

### 2023: periodo negativo, infortunio alla schiena e il ritiro
Anett comincia l'anno disputando i due tornei consecutivi di Adelaide e in entrambe le occasioni perde al primo turno, rispettivamente contro Zheng Qinwen e Paula Badosa. Agli Australian Open si impone su Julia Grabher (6-2 6-3) ma perde al secondo turno contro Magda Linette, poi semifinalista (6-3 3-6 4-6). Ad Abu Dhabi non fa meglio ritirandosi al terzo set del secondo turno, contro Shelby Rogers. Torna a giocare ad aprile dopo due mesi di stop a causa di un infortunio alla schiena. Dopo la partentesi nella Billie Jean King Cup dove è scesa in campo per la sua nazionale, prende parte al '1000' di Madrid e viene sconfitta subito da Karolína Muchová mentre al '1000' di Roma si ferma contro Ljudmila Samsonova (3-6 3-6), dopo aver superato Alycia Parks (6-1 6-1); anche al Roland Garros perde al primo turno per mano di Pera che si impone per 7-6(6) 6-2.
Il 20 giugno Anett annuncia sui social media il ritiro dal tennis giocato a causa di una diagnosi di degenerazione del disco lombare della schiena che le impedisce di competere allo stesso livello di prima. Il torneo di Wimbledon è quindi stata l'ultima competizione a cui ha preso parte, rassegna nella quale è stata eliminata al secondo turno per mano della ceca Marie Bouzková.

## Caratteristiche tecniche e stile di gioco
Kontaveit è una giocatrice principalmente aggressiva, questo le consente di mettere a segno dei vincenti nel giro di pochi scambi nel punto o di forzare l'avversaria rapidamente all'errore. Sia con il diritto che con il rovescio bimane colpisce la pallina con profondità, potenza e penetrazione implacabili, ciò le permette di dettare il gioco dal primo colpo dello scambio. Kontaveit è anche abile nel variare il suo rovescio con lo slice; in genere usa questo colpo mentre gioca sulla difensiva rallentando il ritmo dello scambio e riposizionarsi in modo da poter riprendere a giocare in modo aggressivo. Ha un servizio potente che raggiunge i 175 km/h e che le permette di mettere a segno diversi ace durante il match. Dispone anche di un efficace seconda di servizio sia kick che slice, che spesso le impediscono di commettere doppi falli o di subire una risposta troppo aggressiva dell'avversaria. Predilige il gioco da fondo campo che riesce a coprire bene grazie alla sua velocità e il gioco di gambe associati ad un buon colpo di dritto in corsa. A rete riesce a vincere spesso il punto grazie all'esperienza da doppista avuta negli anni precedenti che l'hanno aiutata a padroneggiare bene i colpi al volo.

## Sponsor ed equipaggiamento
Kontaveit firma un contratto con Lacoste nel 2019 per quanto riguarda l'abbigliamento, mentre in precedenza era sponsorizzata da Adidas; in campo indossa calzature Nike. Utilizza le racchette Babolat sin dalla sua carriera juniores, in particolare la gamma Pure Strike. Ha firmato altri contratti nel corso degli anni da professionista con Tallink, Porsche Estonia, e Alexela.

## Statistiche WTA

### Singolare

#### Vittorie (7)
| Legenda               | Legenda      |
| --------------------- | ------------ |
| Grande Slam (0)       |              |
| Ori Olimpici (0)      |              |
| WTA Finals (0)        |              |
| WTA Elite Trophy (0)  |              |
| Dal 2009 al 2020      | Dal 2021     |
| Premier Mandatory (0) | WTA 1000 (0) |
| Premier 5 (0)         | WTA 1000 (0) |
| Premier (0)           | WTA 500 (4)  |
| International (1)     | WTA 250 (2)  |

| N. | Data              | Torneo                                        | Superficie  | Avversaria in finale   | Punteggio        |
| 1. | 18 giugno 2017    | Rosmalen Open, 's-Hertogenbosch               | Erba        | Natal'ja Vichljanceva  | 6–2, 6–3         |
| 2. | 7 febbraio 2021   | Grampians Trophy, Melbourne                   | Cemento     | Ann Li                 | N.D.             |
| 3. | 28 agosto 2021    | Tennis in the Land, Cleveland                 | Cemento     | Irina-Camelia Begu     | 7–6(5), 6–4      |
| 4. | 26 settembre 2021 | Ostrava Open, Ostrava                         | Cemento (i) | Maria Sakkarī          | 6–2, 7–5         |
| 5. | 24 ottobre 2021   | Kremlin Cup, Mosca                            | Cemento (i) | Ekaterina Aleksandrova | 4–6, 6–4, 7–5    |
| 6. | 31 ottobre 2021   | Transylvania Open, Cluj-Napoca                | Cemento (i) | Simona Halep           | 6–2, 6–3         |
| 7. | 13 febbraio 2022  | St. Petersburg Ladies Trophy, San Pietroburgo | Cemento (i) | Maria Sakkarī          | 5–7, 7–6(4), 7–5 |

#### Sconfitte (10)
| Legenda               | Legenda      |
| --------------------- | ------------ |
| Grande Slam (0)       |              |
| Argenti Olimpici (0)  |              |
| WTA Finals (1)        |              |
| WTA Elite Trophy (0)  |              |
| Dal 2009 al 2020      | Dal 2021     |
| Premier Mandatory (0) | WTA 1000 (1) |
| Premier 5 (1)         | WTA 1000 (1) |
| Premier (1)           | WTA 500 (1)  |
| International (3)     | WTA 250 (2)  |

| N.  | Data              | Torneo                               | Superficie      | Avversaria in finale | Punteggio     |
| 1.  | 16 aprile 2017    | Ladies Open Biel Bienne, Bienne      | Cemento (i)     | Markéta Vondroušová  | 4–6, 6(6)–7   |
| 2.  | 23 luglio 2017    | Ladies Championship Gstaad, Gstaad   | Terra rossa     | Kiki Bertens         | 4–6, 6–3, 1–6 |
| 3.  | 29 settembre 2018 | Wuhan Open, Wuhan                    | Cemento         | Aryna Sabalenka      | 3–6, 3–6      |
| 4.  | 28 aprile 2019    | Stuttgart Open, Stoccarda            | Terra rossa (i) | Petra Kvitová        | 3–6, 6(2)–7   |
| 5.  | 9 agosto 2020     | Palermo Ladies Open, Palermo         | Terra rossa     | Fiona Ferro          | 2–6, 5–7      |
| 6.  | 26 giugno 2021    | Eastbourne International, Eastbourne | Erba            | Jeļena Ostapenko     | 3–6, 3–6      |
| 7.  | 17 novembre 2021  | WTA Finals, Guadalajara              | Cemento         | Garbiñe Muguruza     | 3–6, 5–7      |
| 8.  | 26 febbraio 2022  | Qatar Ladies Open, Doha              | Cemento         | Iga Świątek          | 2–6, 0–6      |
| 9.  | 23 luglio 2022    | Hamburg European Open, Amburgo       | Terra rossa     | Bernarda Pera        | 2-6, 4-6      |
| 10. | 2 ottobre 2022    | Tallinn Open, Tallinn                | Cemento (i)     | Barbora Krejčíková   | 2-6, 3-6      |

## Statistiche ITF

### Singolare

#### Vittorie (11)
| Torneo $100.000 (0) |
| Torneo $80.000 (0)  |
| Torneo $75.000 (0)  |
| Torneo $60.000 (1)  |
| Torneo $50.000 (1)  |
| Torneo $25.000 (2)  |
| Torneo $15.000 (0)  |
| Torneo $10.000 (7)  |

| N.  | Data             | Torneo                                              | Superficie  | Avversaria in finale | Punteggio        |
| 1.  | 30 gennaio 2011  | SEB Tallink Open, Tallinn                           | Cemento (i) | Zuzana Luknárová     | 6–4, 4–6, 6–2    |
| 2.  | 7 agosto 2011    | Savitaipale Ladies Open, Savitaipale                | Terra rossa | Lisanne van Riet     | 6–3, 6–1         |
| 3.  | 30 ottobre 2011  | Djursholm Ladies, Stoccolma                         | Cemento (i) | Syna Kayser          | 6–4, 6–2         |
| 4.  | 26 febbraio 2012 | SEB Tallink Open, Tallinn                           | Cemento (i) | Katarzyna Piter      | 7–5, 6–4         |
| 5.  | 26 agosto 2012   | ITF Femenil San Luis Potosí, San Luis Potosí        | Cemento     | Victoria Rodríguez   | 6–1, 6–1         |
| 6.  | 20 maggio 2013   | Marathon Futures, Maratona                          | Cemento     | Lucy Brown           | 6–4, 6(6)–7, 6–3 |
| 7.  | 2 giugno 2013    | Moscow Open, Mosca                                  | Terra rossa | Çağla Büyükakçay     | 6–1, 6–1         |
| 8.  | 4 agosto 2013    | GD Tennis Cup, Smirne                               | Cemento     | Başak Eraydın        | 3–6, 7–6(4), 6–0 |
| 9.  | 13 ottobre 2013  | Margaret River Tennis International, Margaret River | Cemento     | Irina Falconi        | 6–2, 6–4         |
| 10. | 1º giugno 2015   | Aegon Eastbourne Trophy, Eastbourne                 | Erba        | Alla Kudrjavceva     | 7–6(4), 7–6(2)   |
| 11. | 29 gennaio 2017  | Open GDF SUEZ 42, Andrézieux-Bouthéon               | Cemento (i) | Ivana Jorović        | 6–4, 7–6(5)      |

#### Sconfitte (3)
| Torneo $100.000 (0) |
| Torneo $80.000 (0)  |
| Torneo $75.000 (0)  |
| Torneo $60.000 (0)  |
| Torneo $50.000 (0)  |
| Torneo $25.000 (2)  |
| Torneo $15.000 (1)  |
| Torneo $10.000 (0)  |

| N. | Data              | Torneo                              | Superficie  | Avversaria in finale | Punteggio |
| 1. | 15 settembre 2013 | Royal Cup NLB Montenegro, Podgorica | Terra rossa | Stephanie Vogt       | 4–6, 3–6  |
| 2. | 16 febbraio 2014  | SEB Tallink Open, Tallinn           | Cemento (i) | Timea Bacsinszky     | 3–6, 3–6  |
| 3. | 23 febbraio 2014  | Winter Moscow Open, Mosca           | Cemento (i) | Aljaksandra Sasnovič | 3–6, 2–6  |

### Doppio

#### Vittorie (5)
| Torneo $100.000 (0) |
| Torneo $80.000 (0)  |
| Torneo $75.000 (0)  |
| Torneo $60.000 (0)  |
| Torneo $50.000 (1)  |
| Torneo $25.000 (1)  |
| Torneo $15.000 (0)  |
| Torneo $10.000 (3)  |

| N. | Data           | Torneo                                       | Superficie  | Partner          | Rivali in finale                 | Risultato        |
| 1. | 25 agosto 2012 | ITF Femenil San Luis Potosí, San Luis Potosí | Cemento     | Emily Fanning    | Erin Clark Elizabeth Ferris      | 6–0, 6–3         |
| 2. | 31 marzo 2013  | SEB Tallink Open, Tallinn                    | Cemento (i) | Jeļena Ostapenko | Ljudmyla Kičenok Nadežda Kičenok | 2–6, 7–5, [10–0] |
| 3. | 4 maggio 2013  | AEGON Pro Series Edinburgh, Edimburgo        | Terra rossa | Jessica Ren      | Anna Smith Francesca Stephenson  | 6–2, 6–3         |
| 4. | 3 agosto 2013  | GD Tennis Cup, Smirne                        | Cemento     | Polina Leykina   | Hülya Esen Lütfiye Esen          | 6–4, 7–5         |
| 5. | 20 aprile 2014 | Dothan Pro Tennis Classic, Dothan            | Terra verde | Ilona Kramen'    | Shelby Rogers Olivia Rogowska    | 6–1, 5–7, [10–5] |

#### Sconfitte (3)
| Torneo $100.000 (0) |
| Torneo $80.000 (0)  |
| Torneo $75.000 (0)  |
| Torneo $60.000 (0)  |
| Torneo $50.000 (0)  |
| Torneo $25.000 (1)  |
| Torneo $15.000 (0)  |
| Torneo $10.000 (2)  |

| N. | Data             | Torneo                     | Superficie  | Partner       | Rivali in finale                    | Risultato        |
| 1. | 29 gennaio 2011  | SEB Tallink Open, Tallinn  | Cemento (i) | Maret Ani     | Tamara Čurović Jevgenija Krjvoručko | 6(8)–7, 1–6      |
| 2. | 18 maggio 2013   | Marathon Futures, Maratona | Cemento     | Laura Deigman | Lina Ǵorčeska Despoina Vogasari     | 4–6, 6–2, [6–10] |
| 3. | 7 settembre 2013 | Summer Cup, Mosca          | Terra rossa | Ol'ha Jančuk  | Anna Škudun Al'jona Sotnikova       | 3–6, 4–6         |

## Grand Slam Junior

### Singolare

#### Sconfitte (1)
| Tornei del Grande Slam  |
| ----------------------- |
| Australian Open (0)     |
| Open di Francia (0)     |
| Torneo di Wimbledon (0) |
| US Open (1)             |

| N. | Data             | Torneo            | Superficie | Avversario in finale | Punteggio |
| 1. | 8 settembre 2012 | US Open, New York | Cemento    | Samantha Crawford    | 5–7, 3–6  |

## Risultati in progressione
| Sigla | Risultato               |
| ----- | ----------------------- |
| V     | Vincitore               |
| F     | Finalista               |
| SF    | Semifinalista           |
| O     | Oro olimpico            |
| A     | Argento olimpico        |
| SF    | Bronzo olimpico         |
| QF    | Quarti di Finale        |
| 4T    | Quarto turno            |
| 3T    | Terzo turno             |
| 2T    | Secondo turno           |
| 1T    | Primo turno             |
| RR    | Round Robin             |
| LQ    | Turno di qualificazione |
| A     | Assente                 |
| ND    | Non disputato           |

| Legenda superfici    |
| -------------------- |
| Cemento              |
| Terra battuta        |
| Erba                 |
| Superficie variabile |

### Singolare
Aggiornato a fine Open di Francia 2023.
| Torneo                 | 2013            | 2014            | 2015            | 2016            | 2017            | 2018            | 2019            | 2020          | 2021          | 2022          | 2023 | Titoli     | V–S        |
| ---------------------- | --------------- | --------------- | --------------- | --------------- | --------------- | --------------- | --------------- | ------------- | ------------- | ------------- | ---- | ---------- | ---------- |
| Grande Slam            |                 |                 |                 |                 |                 |                 |                 |               |               |               |      |            |            |
| Australian Open        | Assente         | Assente         | Assente         | 1T              | 1T              | 4T              | 2T              | QF            | 3T            | 2T            | 2T   | 0 / 8      | 12–8       |
| Open di Francia        | Assente         | Assente         | Assente         | 1T              | 2T              | 4T              | 1T              | 1T            | 3T            | 1T            | 1T   | 0 / 8      | 6–8        |
| Wimbledon              | A               | 1T              | 1T              | 1T              | 3T              | 3T              | 3T              | ND            | 1T            | 2T            |      | 0 / 8      | 7–8        |
| US Open                | Assente         | Assente         | 4T              | 1T              | 1T              | 1T              | 3T[4]           | 4T            | 3T            | 2T            | A    | 0 / 8      | 11–7       |
| Totale                 | 0–0             | 0–1             | 3–2             | 0–4             | 3–4             | 8–4             | 5–3             | 7–3           | 6–4           | 3–4           | 1–2  | 0 / 32     | 36–31      |
| Giochi olimpici        |                 |                 |                 |                 |                 |                 |                 |               |               |               |      |            |            |
| Giochi olimpici estivi | ND              | ND              | ND              | A               | ND              | ND              | ND              | ND            | 1T            | ND            | ND   | 0 / 1      | 0–1        |
| Tornei di fine anno    |                 |                 |                 |                 |                 |                 |                 |               |               |               |      |            |            |
| WTA Finals             | Non qualificata | Non qualificata | Non qualificata | Non qualificata | Non qualificata | Non qualificata | Non qualificata | ND            | F             | NQ            | NQ   | 0 / 1      | 3–2        |
| WTA Elite Trophy       | Non qualificata | Non qualificata | Non qualificata | Non qualificata | Non qualificata | RR              | A               | Non disputato | Non disputato | Non disputato |      | 0 / 1      | 1–1        |
| WTA 1000[1]            |                 |                 |                 |                 |                 |                 |                 |               |               |               |      |            |            |
| Doha / Dubai[2]        | Assente         | Assente         | Assente         | Assente         | Assente         | 1T              | 1T              | 2T            | 3T            | F             | A    | 0 / 5      | 7–5        |
| Indian Wells           | Assente         | Assente         | Assente         | Q2              | 2T              | 2T              | 4T              | ND            | QF            | 3T            | A    | 0 / 5      | 10–5       |
| Miami                  | 1T              | 1T              | A               | Q1              | 3T              | 2T              | SF              | ND            | 3T            | 2T            | A    | 0 / 7      | 7–7        |
| Madrid                 | Assente         | Assente         | Assente         | Assente         | 1T              | 3T              | 1T              | ND            | 2T            | A             | 1T   | 0 / 5      | 3–5        |
| Roma                   | Assente         | Assente         | Assente         | Assente         | QF              | SF              | 1T              | 2T            | A             | 2T            | 2T   | 0 / 6      | 10–6       |
| Montréal / Toronto     | A               | Q1              | Assente         | Assente         | Assente         | 2T              | 3T              | ND            | 1T            | 2T            | A    | 0 / 4      | 3–4        |
| Cincinnati             | Assente         | Assente         | Assente         | Q1              | 1T              | 3T              | 3T              | QF            | 1T            | 3T            | A    | 0 / 6      | 8–6        |
| Tokyo / Wuhan[3]       | Assente         | Assente         | Assente         | Assente         | 1T              | F               | A               | Non disputato | Non disputato | Non disputato | A    | 0 / 2      | 5–2        |
| Pechino                | Assente         | Assente         | Assente         | Assente         | 1T              | 2T              | A               | Non disputato | Non disputato | Non disputato | A    | 0 / 2      | 1–2        |
| Carriera               |                 |                 |                 |                 |                 |                 |                 |               |               |               |      |            |            |
| Tornei giocati         | 1               | 5               | 6               | 16              | 20              | 24              | 17              | 11            | 21            | 17            | 7    | 144        | 144        |
| Titoli                 | 0               | 0               | 0               | 0               | 1               | 0               | 0               | 0             | 4             | 1             | 0    | 6          | 6          |
| Finali                 | 0               | 0               | 0               | 0               | 3               | 1               | 1               | 1             | 7             | 4             | 0    | 17         | 17         |
| Totale V–S             | 0–1             | 1–5             | 5–6             | 13–16           | 29–20           | 34–24           | 25–16           | 21–10         | 48–17         | 29–16         | 3–7  | 208–138    | 208–138    |
| Vittorie %             | 0%              | 17%             | 45%             | 45%             | 59%             | 59%             | 61%             | 68%           | 74%           | 74%           | 22%  | 60.12%     | 60.12%     |
| Ranking di fine anno   | 228             | 166             | 91              | 110             | 34              | 21              | 26              | 23            | 7             | 17            |      | $8.038.120 | $8.038.120 |

Note
- 1 I tornei WTA 1000 erano precedentemente conosciuti come Premier Mandatory (Indian Wells, Miami, Madrid e Pechino) e come Premier 5 (Dubai/Doha, Roma, Montréal/Toronto, Cincinnati e Tokyo/Wuhan) dal 2009 al 2020.
- 2 Il Dubai Tennis Championships e il Qatar Ladies Open di Doha si scambiano frequentemente lo status tra evento Premier ed evento Premier 5.
- 3 Nel 2014 il Toray Pan Pacific Open ha cambiato lo status in evento Premier ed è stato sostituito dal Wuhan Open come evento Premier 5.
- 4 Il ritiro nel terzo turno non viene considerato una sconfitta.

## Record di vittorie consecutive
In corsivo sono indicate le tenniste finaliste del torneo, mentre in grassetto le campionesse.

### 2021: 12
| #  | Evento                         | Data inizio | Superficie  | Turno | Avversaria             | Ranking | Punteggio     |
| -- | ------------------------------ | ----------- | ----------- | ----- | ---------------------- | ------- | ------------- |
| -  | BNP Paribas Open, Indian Wells | 6 ottobre   | Cemento     | QF    | Ons Jabeur (12)        | 14      | 5–7, 3–6      |
| 1  | Kremlin Cup, Mosca             | 18 ottobre  | Cemento (i) | 1T    | Kateřina Siniaková     | 50      | 6–3, 6–3      |
| 2  | Kremlin Cup, Mosca             | 18 ottobre  | Cemento (i) | 2T    | Andrea Petković        | 79      | 6–1, 6–4      |
| 3  | Kremlin Cup, Mosca             | 18 ottobre  | Cemento (i) | QF    | Garbiñe Muguruza (2)   | 5       | 6–1, 6–1      |
| 4  | Kremlin Cup, Mosca             | 18 ottobre  | Cemento (i) | SF    | Markéta Vondroušová    | 35      | 6–3, 6–4      |
| 5  | Kremlin Cup, Mosca             | 18 ottobre  | Cemento (i) | F     | Ekaterina Aleksandrova | 37      | 4–6, 6–4, 7–5 |
| 6  | Transylvania Open, Cluj-Napoca | 25 ottobre  | Cemento (i) | 1T    | Aleksandra Krunić (Q)  | 140     | 6–3, 7–5      |
| 7  | Transylvania Open, Cluj-Napoca | 25 ottobre  | Cemento (i) | 2T    | Alison Van Uytvanck    | 61      | 6–3, 6–4      |
| 8  | Transylvania Open, Cluj-Napoca | 25 ottobre  | Cemento (i) | QF    | Anhelina Kalinina (8)  | 59      | 6–3, 6–1      |
| 9  | Transylvania Open, Cluj-Napoca | 25 ottobre  | Cemento (i) | SF    | Rebecca Peterson       | 99      | 6–3, 6–2      |
| 10 | Transylvania Open, Cluj-Napoca | 25 ottobre  | Cemento (i) | F     | Simona Halep (1)       | 18      | 6–2, 6–3      |
| 11 | WTA Finals, Guadalajara        | 14 novembre | Cemento     | RR    | Barbora Krejčíková (2) | 3       | 6–3, 6–4      |
| 12 | WTA Finals, Guadalajara        | 14 novembre | Cemento     | RR    | Karolína Plíšková (3)  | 4       | 6–4, 6–0      |
| -  | WTA Finals, Guadalajara        | 14 novembre | Cemento     | RR    | Garbiñe Muguruza (6)   | 5       | 4–6, 4–6      |

## Vittorie contro giocatrici Top 10
| Stagione | 2017 | 2018 | 2019 | 2020 | 2021 | 2022 | Totale |
| Vittorie | 2    | 6    | 1    | 2    | 7    | 3    | 21     |

| #    | Giocatrice           | Ranking | Evento                                 | Superficie      | Turno | Punteggio        | Rank. AKR |
| ---- | -------------------- | ------- | -------------------------------------- | --------------- | ----- | ---------------- | --------- |
| 2017 |                      |         |                                        |                 |       |                  |           |
| 1.   | Garbiñe Muguruza     | 6       | Stuttgart Open, Stoccarda              | Terra rossa (i) | 2T    | 2–6, 7–6(1), 6–1 | 73        |
| 2.   | Angelique Kerber     | 1       | Internazionali d'Italia, Roma          | Terra rossa     | 2T    | 6–4, 6–0         | 68        |
| 2018 |                      |         |                                        |                 |       |                  |           |
| 3.   | Jeļena Ostapenko     | 7       | Australian Open, Melbourne             | Cemento         | 3T    | 6–3, 1–6, 6–3    | 33        |
| 4.   | Venus Williams       | 8       | Madrid Open, Madrid                    | Terra rossa     | 1T    | 3–6, 6–3, 6–2    | 29        |
| 5.   | Venus Williams (2)   | 9       | Internazionali d'Italia, Roma          | Terra rossa     | 3T    | 6–2, 7–6(3)      | 26        |
| 6.   | Caroline Wozniacki   | 2       | Internazionali d'Italia, Roma          | Terra rossa     | QF    | 6–3, 6–1         | 26        |
| 7.   | Petra Kvitová        | 8       | Open di Francia, Parigi                | Terra rossa     | 3T    | 7–6(6), 7–6(4)   | 24        |
| 8.   | Sloane Stephens      | 9       | Wuhan Open, Wuhan                      | Cemento         | 1T    | 4–6, 7–5, 6–4    | 27        |
| 2019 |                      |         |                                        |                 |       |                  |           |
| 9.   | Petra Kvitová (2)    | 7       | Brisbane International, Brisbane       | Cemento         | 2T    | 7–5, 7–6(1)      | 20        |
| 2020 |                      |         |                                        |                 |       |                  |           |
| 10.  | Belinda Bencic       | 7       | Australian Open, Melbourne             | Cemento         | 3T    | 6–0, 6–1         | 31        |
| 11.  | Elina Svitolina      | 4       | Billie Jean King Cup, Tallinn          | Cemento (i)     | PO    | 6–3, 6(5)–7, 6–2 | 22        |
| 2021 |                      |         |                                        |                 |       |                  |           |
| 12.  | Sofia Kenin          | 4       | Stuttgart Open, Stoccarda              | Terra rossa (i) | 2T    | 7–5, 6–4         | 27        |
| 13.  | Bianca Andreescu     | 7       | Eastbourne International, Eastbourne   | Erba            | 2T    | 6–3, 6–3         | 27        |
| 14.  | Petra Kvitová (3)    | 10      | Ostrava Open, Ostrava                  | Cemento (i)     | SF    | 6–0, 6–4         | 30        |
| 15.  | Garbiñe Muguruza (2) | 5       | Kremlin Cup, Mosca                     | Cemento (i)     | QF    | 6–1, 6–1         | 20        |
| 16.  | Barbora Krejčíková   | 3       | WTA Finals, Guadalajara                | Cemento         | RR    | 6–3, 6–4         | 8         |
| 17.  | Karolína Plíšková    | 4       | WTA Finals, Guadalajara                | Cemento         | RR    | 6–4, 6–0         | 8         |
| 18.  | Maria Sakkarī        | 6       | WTA Finals, Guadalajara                | Cemento         | SF    | 6–1, 3–6, 6–3    | 8         |
| 2022 |                      |         |                                        |                 |       |                  |           |
| 19.  | Ons Jabeur           | 10      | Sydney Tennis Classic, Sydney          | Cemento         | QF    | 6–4, rit.        | 7         |
| 20.  | Maria Sakkarī (2)    | 7       | St. Petersburg Trophy, San Pietroburgo | Cemento (i)     | F     | 5–7, 7–6(4), 7–5 | 9         |
| 21.  | Ons Jabeur (2)       | 10      | Qatar Ladies Open, Doha                | Cemento         | QF    | 6–4, 6–1         | 6         |

## Montepremi annuali
Aggiornato all'11 aprile 2022
| Anno    | Grandi Slam | Tornei WTA | Vittorie Totali | Guadagni ($) | #   |
| ------- | ----------- | ---------- | --------------- | ------------ | --- |
| 2010    | 0           | 0          | 0               | 392 $        | N/A |
| 2011    | 0           | 0          | 0               | 6712 $       | N/A |
| 2012    | 0           | 0          | 0               | 8626 $       | 529 |
| 2013    | 0           | 0          | 0               | 29110 $      | 286 |
| 2014    | 0           | 0          | 0               | 90708 $      | 188 |
| 2015    | 0           | 0          | 0               | 305304 $     | 106 |
| 2016    | 0           | 0          | 0               | 225905 $     | 125 |
| 2017    | 0           | 1          | 1               | 598203 $     | 55  |
| 2018    | 0           | 0          | 0               | 1513329 $    | 28  |
| 2019    | 0           | 0          | 0               | 1220473 $    | 33  |
| 2020[1] | 0           | 0          | 0               | 877,952 $    | 16  |
| 2021    | 0           | 4          | 4               | 1908757 $    | 12  |
| 2022    | 0           | 1          | 1               | 579793 $     | 6   |
| 2023    | 0           | 0          | 0               |              |     |
| Totale  | 0           | 6          | 6               | 7365263 $    | 85  |

Note
- 1 La stagione 2020 viene sospesa da marzo a settembre a causa della Pandemia di COVID-19.
- I colori sono utilizzati quando la tennista compare tra le prime 10 in ordine di guadagni annuali.